# Меланізм

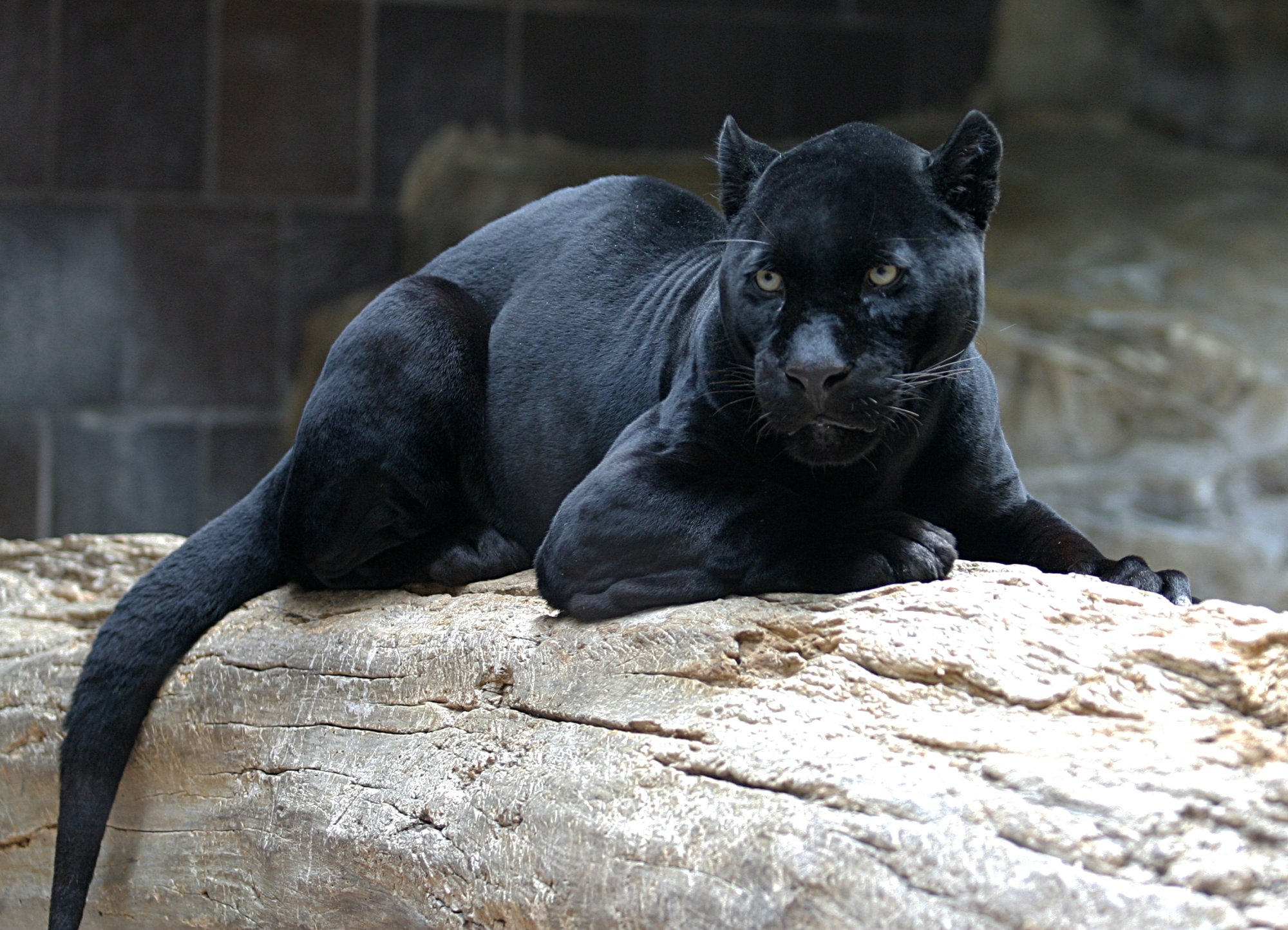
Чорна пантера

Меланізм (від грец. μέλας — «чорний») — збільшення вмісту темного пігменту меланіну вище норми для даного виду тварин. У тварин меланін зустрічається в шкірі, шерсті, волоссі, пір'ї, сітківці ока, а також у деяких внутрішніх органах. Науково точнішим визначенням меланізму буде «фенотип, в якому можлива меланінова пігментація організму є повністю, або майже повністю, вираженою». Синонімом для цього статусу, що використовується у лікарській практиці щодо людини, є меланоз.

## Абундизм
Близьким до меланізму поняттям є «абундизм» — стан, при якому посилена пігментація шкіри або інших покривів проходить не рівномірно, а окремими ділянками. При абундизмі, наприклад, плями або смуги у плямистих та смугастих тварин можуть розширюватись аж до злиття, що призводить до так званого псевдомеланізму. Меланізм та абундизм найчастіше є результатом мутацій, але можуть виникати й внаслідок інших факторів, таких як вплив незвичайних температур під час вагітності, що може порушувати транскрипцію та трансляцію генів.

## Індустріальний меланізм
Меланізм (або абундизм) тварин, що виникає внаслідок антропогенного впливу на їхнє життєве середовище, називається «індустріальним меланізмом». Класичним прикладом індустріального меланізму як пристосування до антропогенних змін навколишнього середовища є розповсюдження цього феномену в популяції метелика П'ядун березовий (Biston betularia) на території Великої Британії.

## Поширення меланізму

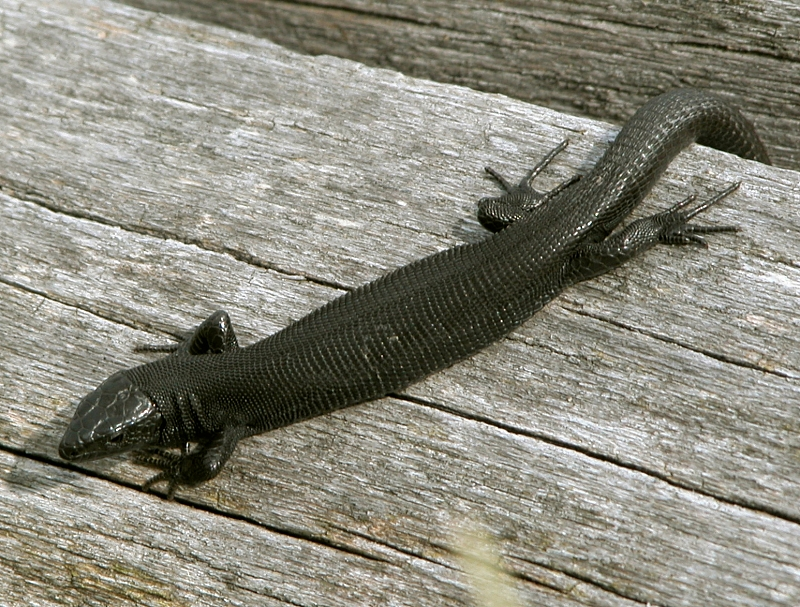
Ящірка живородна — меланістична особина

Явище меланізму спостерігається за нормальних умов у багатьох видів тварин: ссавців (вивірка, лисиця, майже всі види родини котових), плазунів (ящірка живородна, гадюка звичайна, коралова змія тощо), комах (п'ядуни), риб.
Серед ссавців класичним прикладом меланізму є його прояви у кішок. Леопард, пума та ягуар, у яких виявляється меланізм, звичайно називаються «пантерами» або «чорними пантерами». Прикладом сильного поширення мутації, що призводить до меланізму, в популяції котячих, є популяція леопарда на території Малайзії, де близько 50 % тварин є меланістами (тобто мають чорне забарвлення). Взагалі серед великих кішок меланізм звичайно є поширенішим у тих популяціях, що мешкають в щільних лісах — за умови браку освітлення темні тварини тут є менш помітними, ніж на відкритій місцевості, що полегшує їм виживання при дії природного добору.

## Меланізм у свійських тварин
У свійської кішки також часто зустрічаються чорні меланістичні форми. При цьому в популяціях здичавілих кішок у великих містах природний добір призводить до збільшення відносної кількості чорних особин: показано, що чорні кішки мають збалансованішу нервову систему та швидшу реакцію, аніж кішки інших забарвлень, що полегшує першим виживання в міському середовищі.